# シマダマシンツール
株式会社シマダマシンツール（Shimada Machine Tool Drives Co., ltd）は、愛知県豊川市御津町佐脇浜に本社を置く日本の工作機械メーカーで、多軸旋盤を製造、販売している。
普通旋盤の製造・販売から始まったが縦・横フライス盤の製造、販売を経て国内で初めて6軸自動盤を開発する。以降8軸自動盤や、世界で初めて6軸自動盤とNCを組み合わせたCNC6軸自動盤を開発した。

## 略歴
- 1947年（昭和22年）4月 - 愛知県蒲郡市丸山町に嶋田鉄工所として創業。
- 1957年（昭和32年）1月 - 普通旋盤（4.5尺）を開発、製造販売。
- 1960年（昭和35年）5月 - 事業拡張のため、蒲郡市府相町に新築移転し、普通旋盤の製造及び縦・横フライスの製造・販売を開始する。
- 1962年（昭和37年）8月 - 法人組織に改組し、株式会社嶋田鉄工所を設立する。
- 1962年（昭和37年）9月 - 6軸自動盤(SC-6A)を国産初開発する。
- 1965年（昭和40年）8月 - 普通旋盤（4.5尺）製造2,000台達成。
- 1966年（昭和41年）3月 - 6軸自動盤の製造を専業とし販売を開始する。
- 1971年（昭和46年）10月 - 6軸自動盤(SC-6A-D型)を開発・製造販売する。
- 1972年（昭和47年）3月 - 8軸自動盤(SS-8型)を開発・製造販売する。
- 1974年（昭和49年）1月 - 6軸自動盤(SC-6E型)を開発・製造販売する。
- 1979年（昭和54年）11月 - 6軸自動盤(SC-6EH型)を開発・製造販売する。
- 1981年（昭和56年）2月 - 多軸自動盤1,000台販売達成。
- 1986年（昭和61年）10月 - CNC6軸自動盤(CN-660型)を開発・製造販売する。
- 1989年（平成元年）6月 - 本社工場新増築完成。多軸自動盤2,000台販売達成。
- 1990年（平成2年）2月 - 西工場新設完成。
- 1990年（平成2年）7月 - バーワーク加工用CNC6軸自動盤(B6-27NC)を開発・製造販売する。
- 1993年（平成5年）4月 - 関東営業所新築移転。
- 1994年（平成6年）3月 - 2主軸1NC旋盤(2SI-6&8)を開発・製造販売する。
- 1998年（平成10年）2月 - 多軸自動盤3,000台販売達成。
- 1999年（平成11年）3月 - 宝飯郡御津町に、新本社・工場建設、本格稼働開始。
- 2001年（平成13年）11月 - カービック仕様の6軸自動盤を開発、製造販売する。
- 2005年（平成17年）10月 - 大径バーワーク加工用CNC6軸自動盤(B6-32NC)を開発・製造販売する。
- 2007年（平成19年）7月 - 小径バーワーク加工用CNC6軸自動盤(B6-16NC)を開発・製造販売する。
- 2007年（平成19年）10月 - 2主軸1NC旋盤(2SI-10&12)を開発・製造販売する。

## 営業所
- 関東営業所（神奈川県横浜市青葉区市ケ尾町540-16）